# مرد جوان افسونگر است
مرد جوان افسونگر است 
(به تلوگویی: Soggade Chinni Nayana) فیلمی محصول سال ۲۰۱۵ و به کارگردانی کالیان کریشنان است. در این فیلم بازیگرانی همچون آکینی ناگرجونا، رامیا کریشنان، لاوانیا تریپاتی، آنوشکا شتی، نثار، همسا ناندینی و ساپتاگیری ایفای نقش کرده‌اند.